# Rona (bande dessinée)
Pour les articles homonymes, voir Rona.
Rona est une série de bande dessinée créée par Malo Louarn, présentant les aventures d'un jeune journaliste, Rona, enquêtant sur les sujets contemporains. Elle est publiée par le quotidien Ouest-France et éditée en albums de 1984 à 1989. Elle reprend plus tard sous le nom les Nouvelles Aventures de Rona, parues de 2008 à 2011 aux Éditions P'tit Louis.

## Intrigue
Rona, jeune journaliste, travaille pour le journal le Pavé, quotidien « aux cent procès par jour ». Il enquête particulièrement sur les sujets contemporains comme le rock, la drogue, les sectes ou le totalitarisme.

## Principaux personnages
- Rona, jeune journaliste, héros de la série ; il a des cheveux châtain, plutôt longs[1] ;
- Ninnoc, amie de Rona, présentatrice de radio, aux formes généreuses[1] ;
- Monsieur Bœuf, folkorique patron du Pavé pour lequel travaille Rona[1].

## Historique de la série
La série initiale Rona est créée par Malo Louarn pour le quotidien Ouest-France. Une demi-planche de la série paraît chaque jour dans le quotidien. La parution en albums est assurée par les Éditions Ouest-France. Cinq albums paraissent ainsi, de 1985 à 1989.
La série trouve une suite dans les Nouvelles Aventures de Rona, dont trois albums paraissent aux Éditions P'tit Louis, de 2008 à 2011.

## Albums
Huit albums sont édités, de 1985 à 2011, aux Éditions Ouest-France puis P'tit Louis :
1. Rona : L'or du Macho-Fichu, texte et dessins de Malo Louarn, Éditions Ouest-France, février 1985, 45 planches  (ISBN 2-85882-703-6) ;
2. Rona et l'honorable docteur Woo, texte et dessins de Malo Louarn, Éditions Ouest-France, novembre 1985, 44 planches  (ISBN 2-85882-913-6) ;
3. Rona et l'archipel du Poulo-Melong , texte et dessins de Malo Louarn, Éditions Ouest-France, mai 1986, 45 planches  (ISBN 2-85882-997-7) ;
4. Rona et le roi du Rock, texte et dessins de Malo Louarn, Éditions Ouest-France, mai 1987, 44 planches  (ISBN 2-7373-0052-5) ;
5. Le bouclier de Luctérios, texte et dessins de Malo Louarn, Éditions Ouest-France, octobre 1989, 46 planches  (ISBN 2-7373-0168-8) ;
6. Le pays où les ruisseaux sont des fleuves, texte et dessins de Malo Louarn, Éditions P'tit Louis, septembre 2008, 45 planches  (ISBN 978-2-914721-35-6) ;
7. La symphonie de la Mérule, texte et dessins de Malo Louarn, Éditions P'tit Louis, septembre 2009, 45 planches  (ISBN 978-2-914721-36-3) ;
8. La Petite Julie, texte et dessins de Malo Louarn, Éditions P'tit Louis, mars 2011, 48 planches  (ISBN 978-2-914721-47-9).